# 伏羅希洛夫區
伏罗希洛夫区（羅馬化：Voroshylovs'kyi Raion），是乌克兰頓涅茨克市内的一个區，位於該市的中心地帶，區名以苏联元帅克利緬特·伏罗希洛夫命名。

## 歷史
| 布瓊尼區 伏羅希洛夫區 加里寧區 基輔區 基洛夫區 | 古比捨夫區 列寧區 彼得羅夫斯基區 無產階級區 |

位於顿涅茨克的市中心，是在1973年从加里寧區分离后建立。

## 建築

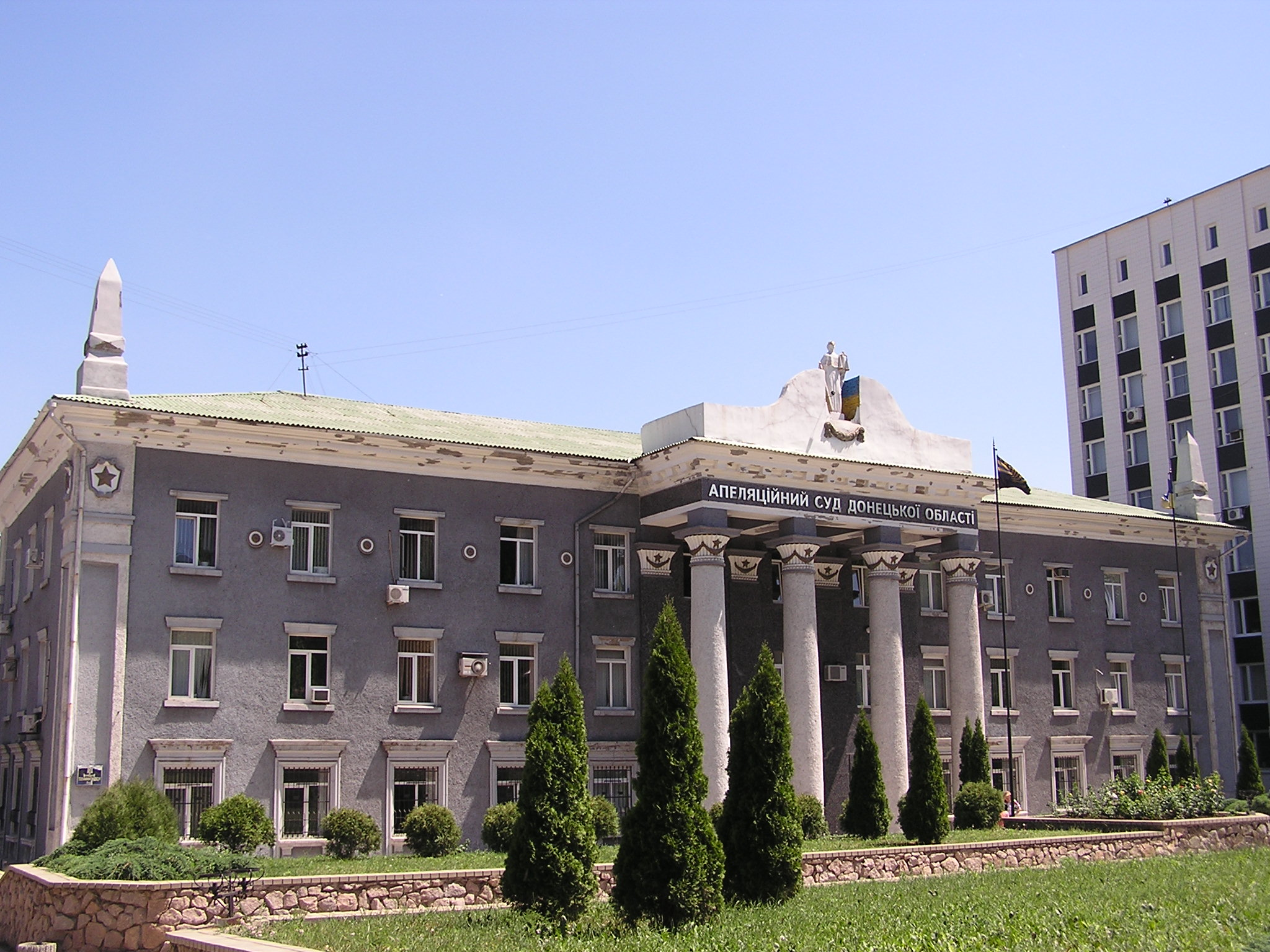
頓涅茨克上訴法院
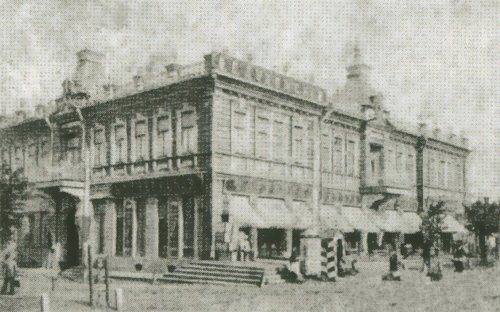
社區會堂，1920年以前已被拆除
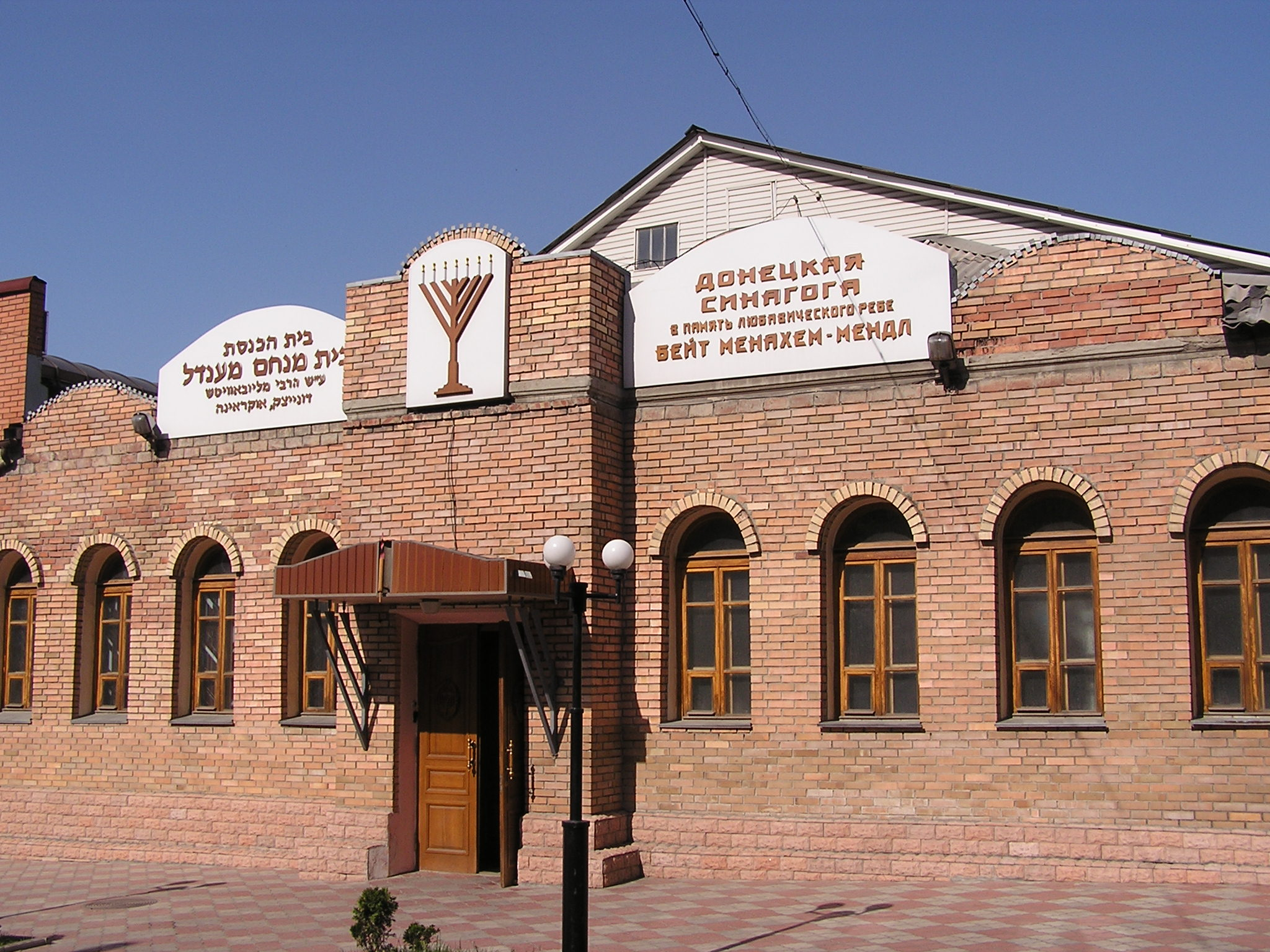
猶太教堂
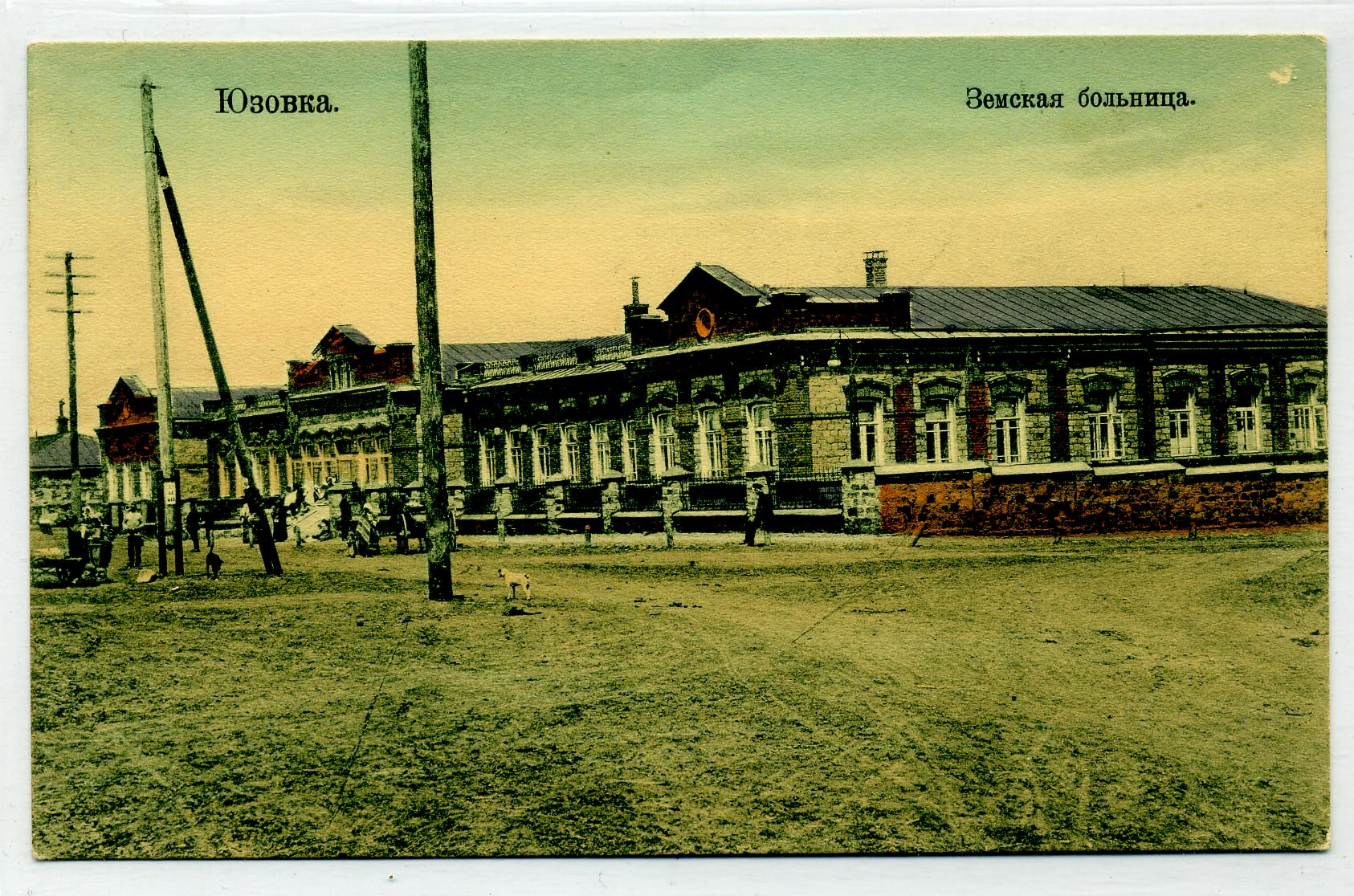
地區醫院，攝於1910年
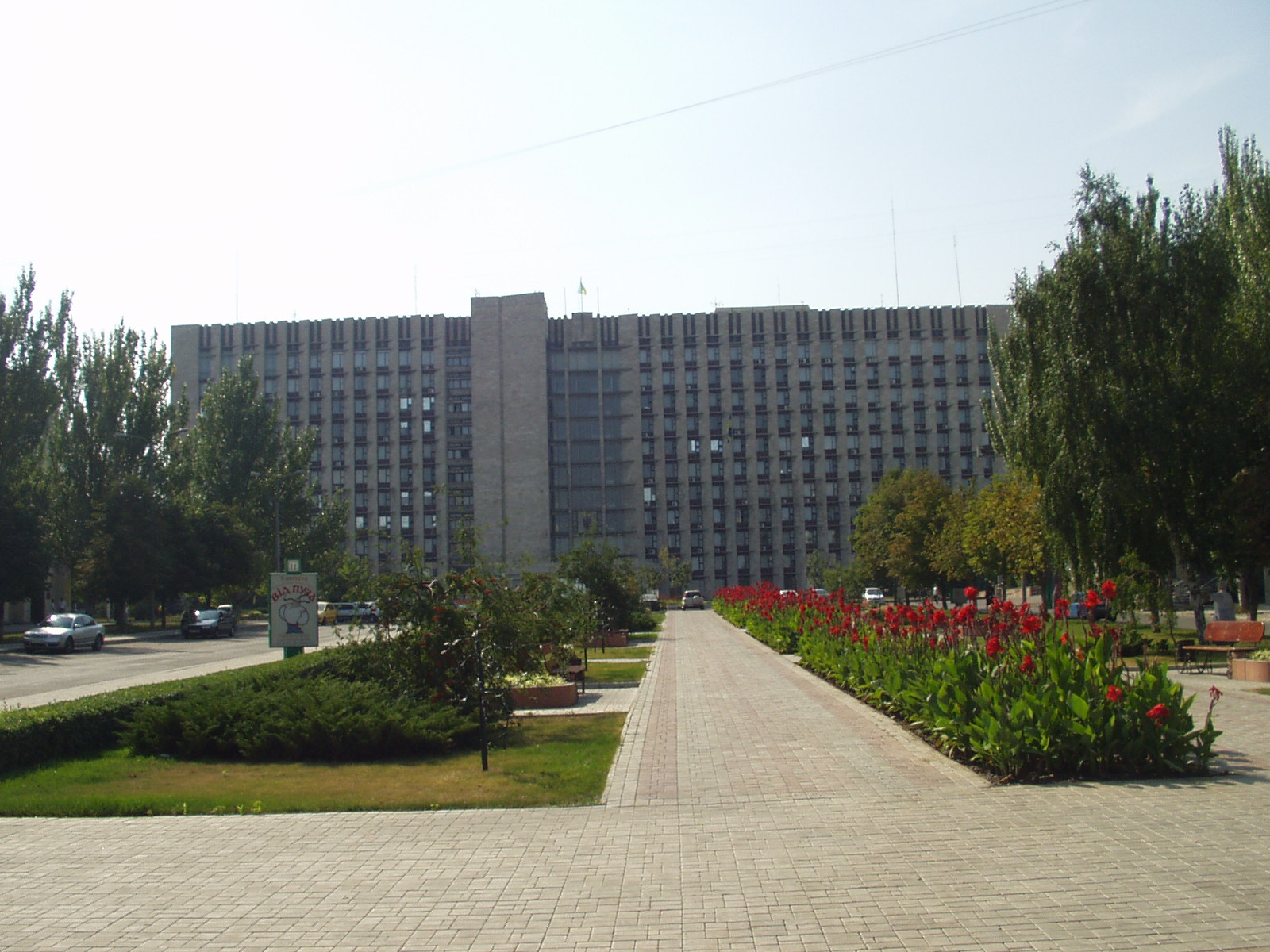
顿涅茨克州國家行政大楼
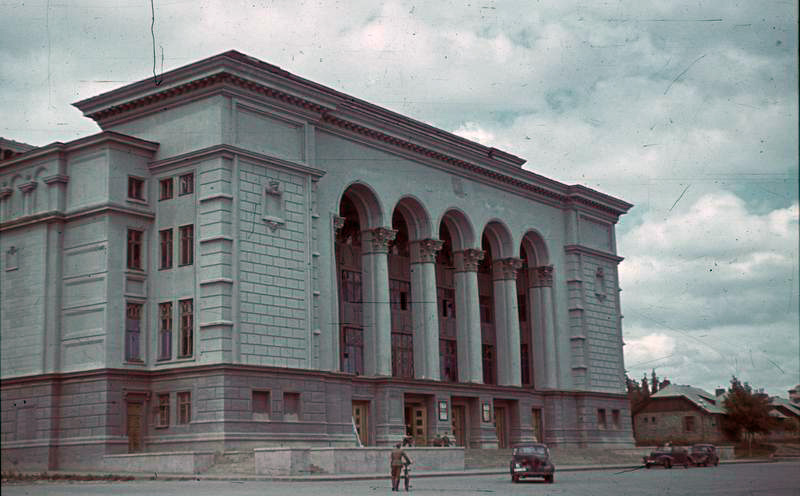
在纳粹占领期间的顿涅茨克歌剧院
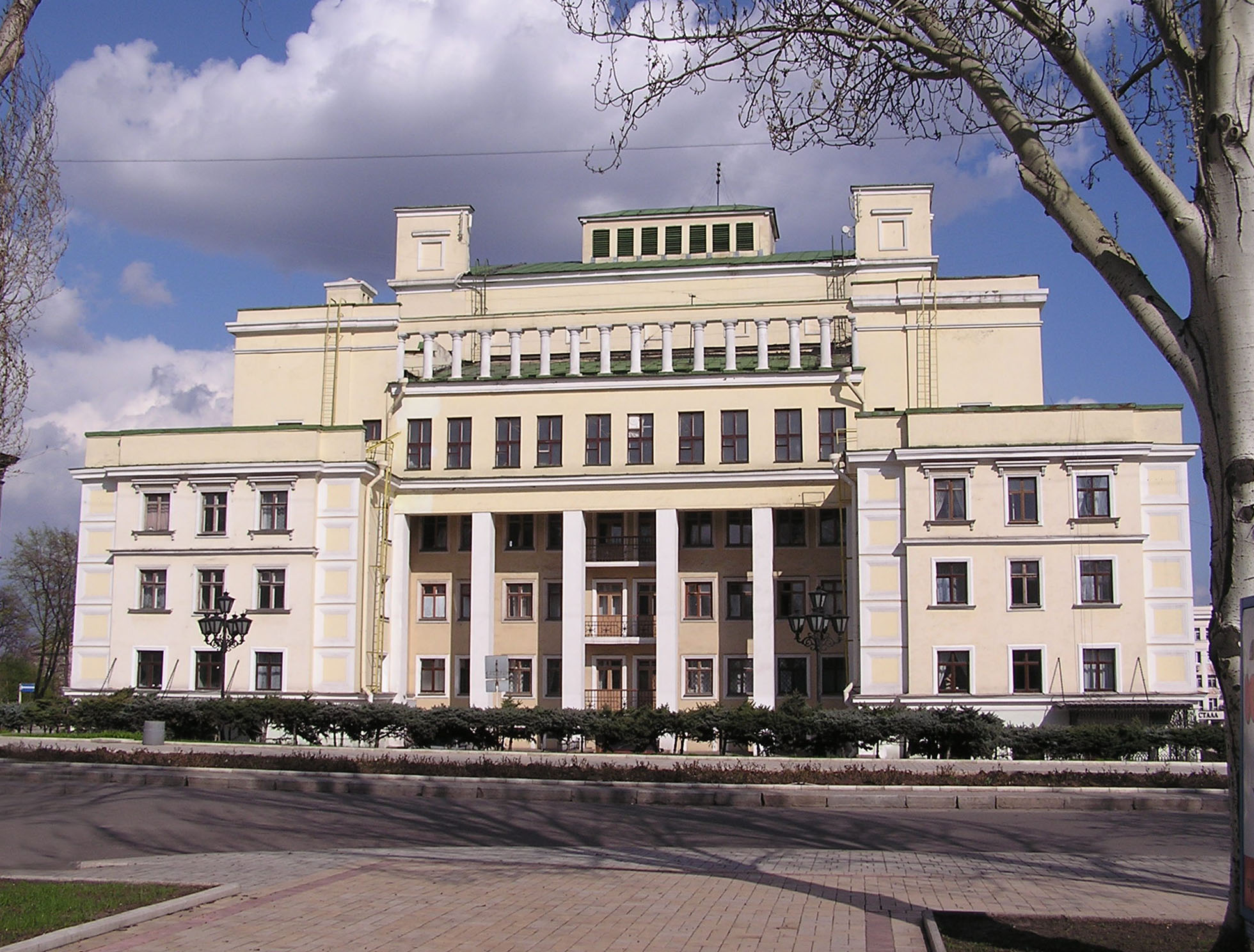
頓涅茨克歌劇院，攝於2008年
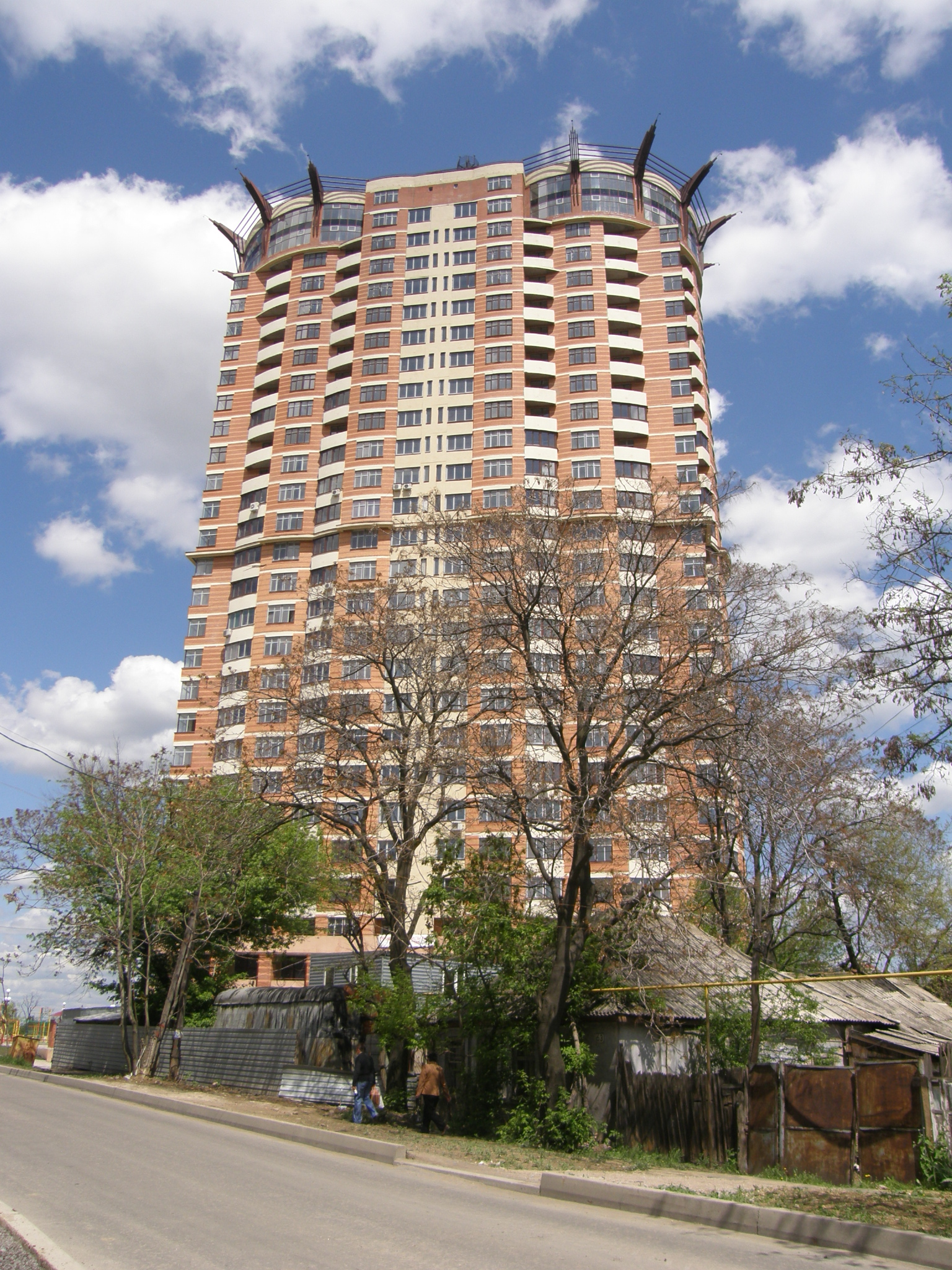
國王塔，攝於2009年
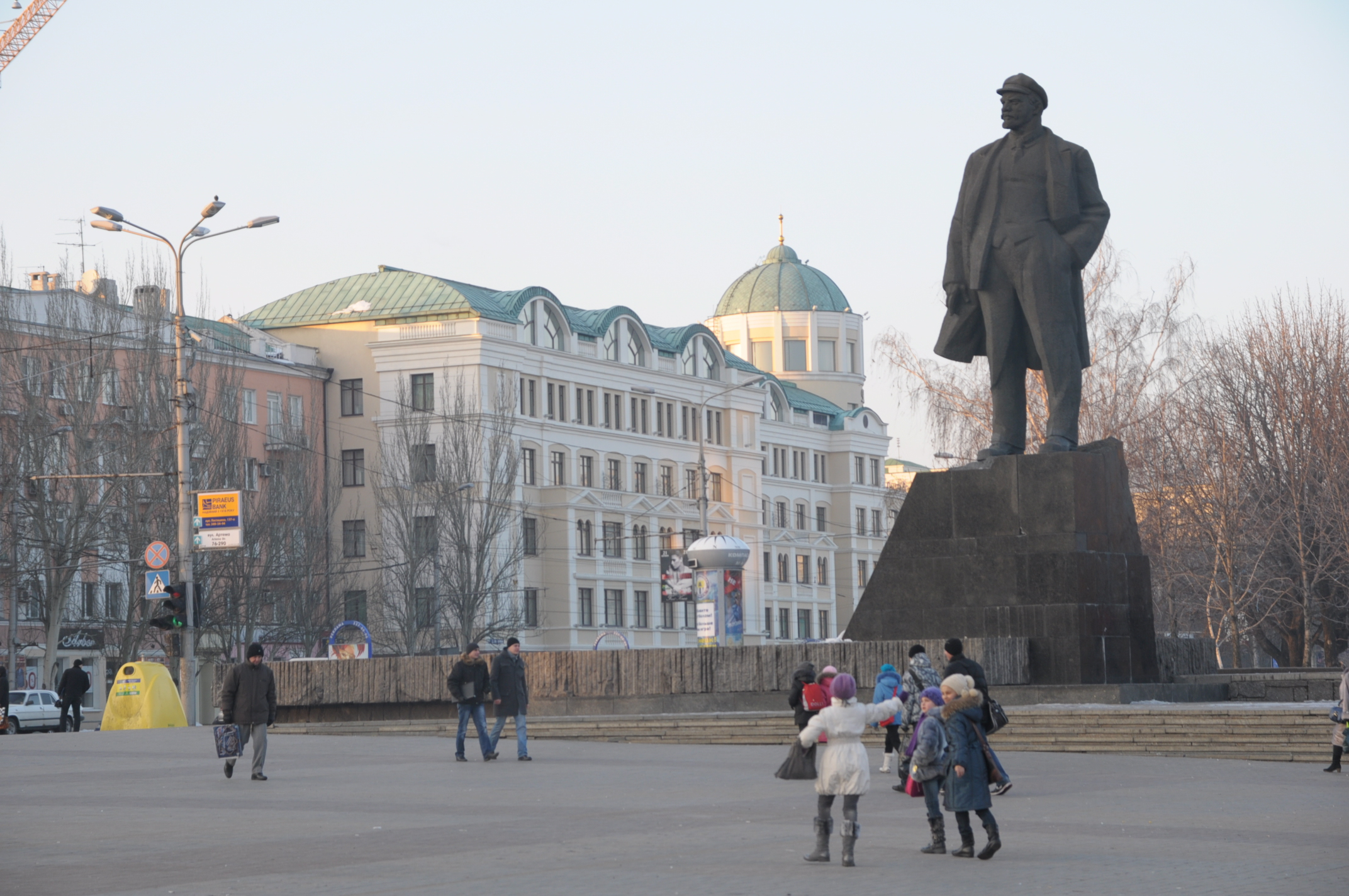
列宁廣場和顿巴斯宫（左），列宁纪念碑（右）；攝於2010年
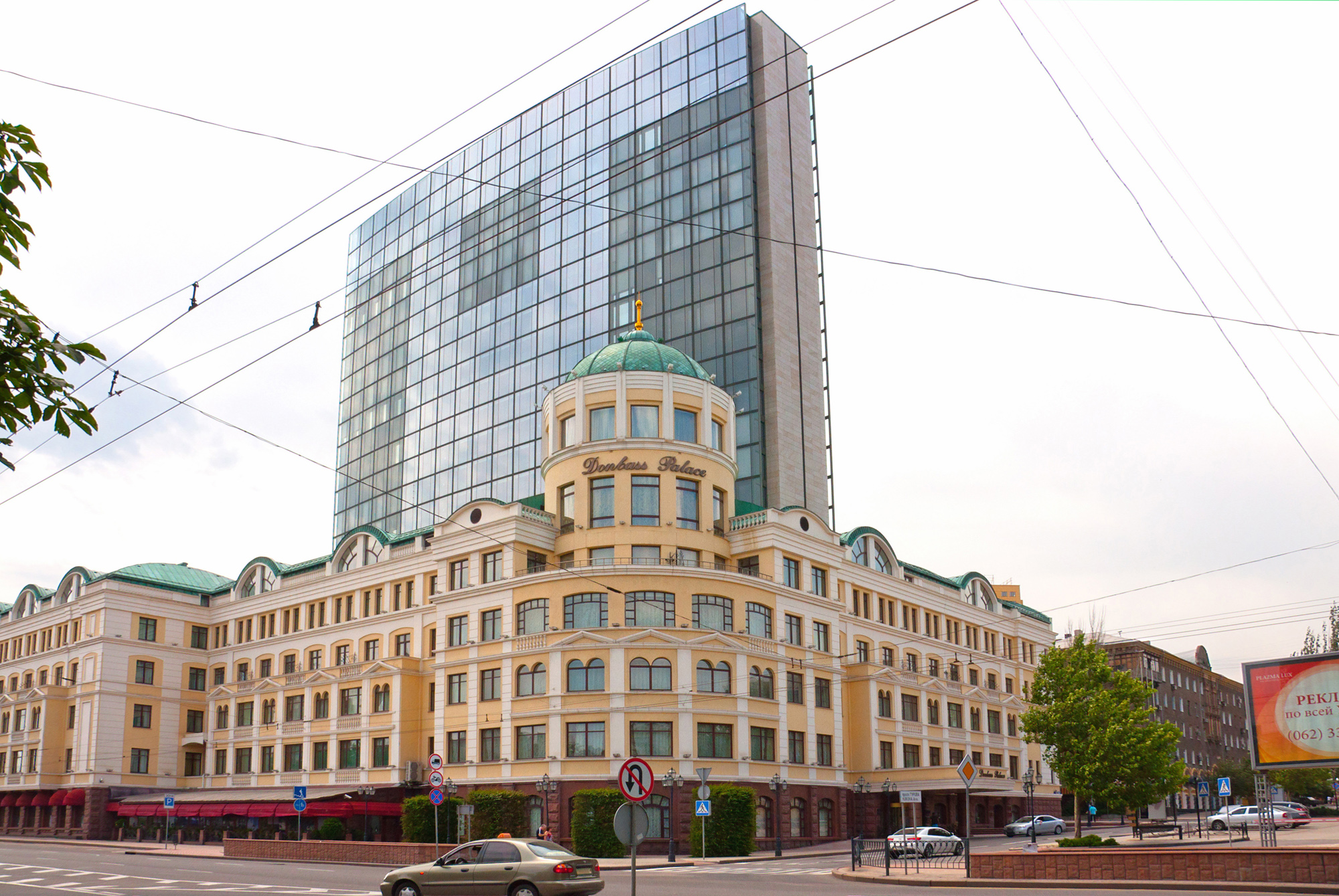
頓巴斯宮酒店, 攝於2014年7月

## 外部鏈接
- Voroshilov Raion at the Mayor of Donetsk website
- Voroshilov Raion （页面存档备份，存于） at the Uzovka website